# Марк Кома
Марк Кома Кампс (ісп. Marc Coma Camps; рід. 7 жовтня 1976, Абія) — іспанський мотогонщик. П'ятикратний переможець ралі-марафону «Дакар» (2006, 2009, 2011, 2014 і 2015 років). Шестиразовий чемпіон світу з ралі-рейдів (2005-2007, 2010, 2012 і 2014 років).

## Кар'єра
Марк Кома почав займатися мотоспортом в юності за ініціативою батька і дядька, колишніх мотогонщиків. У 18 років Марк виграв юніорський чемпіонат Іспанії з ендуро. Через рік каталонця включили до складу національної збірної на чемпіонат світу, де іспанці зайняли 2-е місце. У 1998 році іспанці разом з Комою виграли командний залік світової першості, а сам він став чемпіоном світу серед молоді.
Надалі Марко продовжував брати участь у ендуро-змаганнях, а в січні 2002 року дебютував на ралі «Дакар», де вибув з боротьби на дев'ятому етапі через поломки мотоцикла CSV. Через рік отримав можливість виступити за команду Telefónica MoviStar Repsol, де його напарниками стали Нані Рома і Ісідре Естеве. Кома, який керував мотоциклом KTM 660, став у найпрестижнішому ралі-рейді 11-м, показавши ряд високих результатів на завершальній стадії марафону (на 14-16 етапах він фінішував 3-м).
На «Дакарі» 2004 року після 12 етапів займав 7-е місце, але потім потрапив в аварію і був змушений зійти з дистанції — при падінні гонщик отримав травму правого зап'ястя і разом з тим, мотоцикл що перекинувся вдарив його по голові.
У 2005 році він зайняв на «Дакарі» 2-е місце, через рік здобув на ньому дебютну перемогу. У 2005-2007 роках іспанець нікому не віддавав титул чемпіона світу з ралі-рейдів. Кома лідирував з годинною перевагою на «Дакарі-2007», але зійшов з дистанції після падіння.
Друга перемога прийшла до каталонця на першому південноамериканському «Дакарі». Через рік він став 15-м через 6-годинний штраф, нарахований за незаконну зміну покришки; на етапах «Дакара-2010» Кома здобув 4 перемоги і по чистому часу став 2-м
У марафоні 2011 року головним конкурентом іспанця знову став Сіріль Депре. Суперники їхали приблизно в одному темпі, але француз втратив по 10 хвилин через помилки в навігації і в якості покарання за запізнення на старт спецділянки, і в підсумку поступився Комі на 15 хвилин. Наступний «Дакар» іспанець програв Депре на передостанньому етапі, де заблукав, а крім того, на його KTM 450 Rally виникли неполадки в роботі коробки передач. Після фінішу етапу команда вирішила замінити двигун на мотоциклі Марка, внаслідок чого він був оштрафований на 45 хвилин.
У 2013 році Кома не брав участі в «Дакарі», оскільки не повністю відновився після травми лівого плеча, отриманої в результаті падіння з мотоцикла на третьому етапі Ралі Марокко-2012 (17 жовтня 2012 року).
2 липня 2015 року оголосив про завершення професійної гоночної кар'єри і перехід на посаду спортивного директора ралі-марафону «Дакар».